# Coriolano della Floresta
Coriolano della Floresta è un romanzo d'appendice scritto dallo scrittore e giornalista siciliano Luigi Natoli con lo pseudonimo di William Galt.

## Trama
Si tratta del seguito de I Beati Paoli, in cui compaiono molti dei protagonisti del libro precedente. La vicenda si svolge cinquanta anni dopo e la setta ha perso potere rispetto al precedente libro, ma dispone comunque di un discreto potere all'interno della città.
Il protagonista della storia, Cesare Brancaleone, che ignora le proprie origini, comincerà la sua avventura a Roma, passerà poi a Napoli e arriverà a Palermo, dove conoscerà le origini della sua famiglia.

## Edizioni
- William Galt, Coriolano della Floresta. Nuovissimo romanzo storico siciliano, Palermo, La Gutenberg, 1930.
- Coriolano della Floresta, Milano, La Madonnina, 1949.
- Coriolano della Floresta ovvero il segreto del romito, Introduzione e note di Rosario La Duca, Palermo, Flaccovio Editore, 1972-2007, ISBN 88-7804-250-1.
- Coriolano della Floresta, 1989, Palermo, inserto del Giornale di Sicilia, Flaccovio Editore, riduzione per il fumetto con testi di Salvo Licata, illustrazioni di Massimo Maria (Max) Crivello, collaboratori alla sceneggiatura e testi di Domenico Denaro e Sebastiano Monieri.
- Coriolano della Floresta, Palermo, Sellerio editore, 2017.